# Sixtus O’Connor
Pater Richard James O’Connor OFM (* 15. März 1909 in Oxford, New York; † 10. Juli 1983 in Loudonville, New York) war ein US-amerikanischer Priester und während des Nürnberger Prozesses gegen die Hauptkriegsverbrecher Seelsorger der katholischen Gefängnisinsassen.

## Leben
Richard J. O’Connor war eines der sieben Kinder von John O’Connor und dessen Frau Elizabeth Ann Cooke. Die Mutter war Deutsch-Schweizerin und lehrte ihren Sohn die deutsche Sprache. O’Connor besuchte das katholische College an der St. Bonaventure University in Allegany (town), Cattaraugus County, Bundesstaat New York. Am 19. August 1929 schloss er sich dem Franziskanerorden an. 1930 legte er die zeitlichen, 1933 die ewigen Ordensgelübde ab. Im Laufe seines Ordenslebens trug er zunächst den Namen Sixtus O’Connor, ab 1968 Richard J. O’Connor.
Seinen Bachelor und den Mastertitel erwarb er an der St. Bonaventure University. Am 12. Juni 1934 wurde er zum Priester geweiht. Ab 1934 studierte er auch in Deutschland Philosophie an den Universitäten von München und Bonn, bis ihn der Zweite Weltkrieg zur Rückkehr in die USA zwang. Von 1939 bis 1943 hatte er eine Stelle als außerordentlicher Professor für Philosophie am Siena College in Loudonville inne. 1943 wurde er Militärkaplan bei der 11. Armored Division der 3. Armee unter General George S. Patton. Später im Krieg diente er der 1. Infanterie in gleicher Funktion.
Nach dem Zweiten Weltkrieg wurde O’Connor zusammen mit dem evangelisch-lutherischen Geistlichen Henry F. Gerecke mit der Seelsorge an den Gefangenen des Nürnberger Hauptkriegsverbrecherprozesses beauftragt, da er aufgrund seiner Studienjahre in Deutschland fließend Deutsch sprach. Diese schwere Aufgabe „meisterte Pater O’Connor in kluger und einfühlsamer Weise zu aller Zufriedenheit“.
In intensiven Gesprächen mit mehreren Gefangenen bewirkte er deren Bekehrung zum katholischen Glauben. Das bekannteste Beispiel war der Generalgouverneur von Polen, Hans Frank. Am 16. Oktober 1946 begleitete er zehn Kriegsverbrecher seelsorgerisch bei der Hinrichtung.
Nach diesem Auftrag kehrte O’Connor an das St. Bonaventure College zurück und lehrte dort von 1947 bis 1950 Philosophie und Deutsch. Die folgenden Jahre war er Guardian und unterrichtete Philosophie am St. Stephen´s Seminary in Croghan (town), Lewis County (New York). Von 1953 an war er Professor am Siena College. Dort war er 1963/1964 Vorsitzender der Philosophieabteilung und von 1956 bis 1964 Vizepräsident des Colleges. Er war Vikar des Franziskanerklosters.
Richard J. O’Connor starb am 10. Juli 1983 im New Siena Kloster und wurde auf dem St. Agnes Cemetery, Menands, New York beigesetzt.

## Mitgliedschaften
- Catholic Philosophy Association
- Society of Medieval and Renaissance Philosophy
- ROTC (Reserve Officer Training Corps) Scholarship Committee